# Морган, Льюис Генри
Лью́ис Ге́нри Мо́рган (англ. Lewis Henry Morgan; 21 ноября 1818, деревня Орора штата Нью-Йорк — 17 декабря 1881, Рочестер штата Нью-Йорк) — американский учёный, этнограф, социолог, историк. Внёс крупный вклад в теорию социальной эволюции, науки о родстве, семье. Создатель научной теории первобытного общества, один из основоположников эволюционизма в социальных науках.

## Биография
Родился неподалёку от Нью-Йорка, окончил Юнион-колледж в 1840 году, в 1844 году поступил в адвокатуру в г. Рочестер. В 1855 году стал участником, впоследствии — одним из директоров железнодорожной компании, став преуспевающим буржуа. Однако главным для Моргана было занятие не бизнесом, а наукой. Кроме научной и коммерческой деятельности, Морган занимался политикой, отстаивая радикальные буржуазно-демократические взгляды, был левым республиканцем. В 1861 году был избран от Республиканской партии в палату представителей штата Нью-Йорк, где был яростным противником рабства (хотя ранее был скорее равнодушен к аболиционизму) и сторонником борьбы против мятежного рабовладельческого Юга. В 1868 году был избран в сенат штата Нью-Йорк, где активно выступал за радикальную реконструкцию Юга, за полную отмену всякой расовой дискриминации, отстаивал введение избирательных прав для негритянского населения. Из-за резкости взглядов уже в 1869 году был забаллотирован.
Ещё в 1840 году создал общество под названием «Великий орден ирокезов», ставившее целью изучение и защиту прав индейцев, выступавшее против захвата индейской территории земельными спекулянтами. Дело было доведено до рассмотрения в конгрессе США, который решил его в пользу индейцев; и в знак признания заслуг Морган был принят в ряды племени. Защитой индейцев Морган занимался до конца жизни, обличая правительственную коррупцию, открыто, в том числе печатно, выступая против военных операций против сиу, ирокезов и других племён.
В 1875 году был избран членом Национальной академии наук, а в 1879 году — президентом Американской ассоциации содействия развитию науки.

## Научные работы
В 1851 году выходит в свет его первое исследование — «Лига ирокезов». В 1859—1862 годах Морган с целью сбора материала изучает индейские племена Запада и Северо-Запада. Как итог в 1870 году выходит в свет монография «Системы родства и свойства человеческой семьи», в которой был дан эскиз эволюции семейно-брачных отношений от состояния промискуитета через разные формы группового брака к моногамии. В дальнейшем идеи, изложенные в этих ранних работах Моргана получили окончательное оформление в книге «Древнее общество или исследование линий человеческого прогресса от дикости через варварство к цивилизации» (1877, русс. пер. — Л., 1933). В этой работе были заложены основы изучения истории первобытного общества; была представлена эволюция семейно-брачных отношений, а также дана периодизация развития человечества, сыгравшая значительную роль как в исторической науке, так и в философии истории.

## Теория Моргана
Ядром теории Моргана является обоснованная им на большом фактическом материале теория о едином прогрессивном пути развития человечества. Вслед за шотландским философом-просветителем А. Фергюсоном, Морган придерживался периодизации истории, включавшей три этапа: дикость, варварство и цивилизацию, причем первые две стадии были им детально разработаны и разбиты на три ступени (низшую, среднюю и высшую) каждая. На стадии дикости в человеческой деятельности господствовали охота, рыболовство и собирательство, отсутствовала частная собственность, существовало равенство. На стадии варварства появляется земледелие и скотоводство, возникает частная собственность и социальная иерархия. Третья стадия — цивилизация — связана с возникновением государства, классового общества, городов, письменности и т. д.
Моргановская периодизация стала основой для научного изучения доклассового общества и его перехода к классовому (цивилизованному). Морганом были открыты два принципиально различных типа обществ, сменявших друг друга в ходе общественного развития: первый по времени основан на личности и личных отношениях (фактически, речь идет о роде); второй основан на территории и частной собственности и представляет собой государство.
В «Древнем обществе» Морган обосновал своё открытие универсальности материнского рода, разбив тем самым господствовавшую до того времени теорию, согласно которой основной ячейкой человеческого общества была патриархальная семья, основанная на частной собственности и власти отца. Это открытие сыграло революционную роль в развитии этнологии и истории первобытности. Согласно Моргану, семейно-брачные отношения проходят в своем развитии путь от промискуитета через групповой брак к моногамии, а последовательно сменявшими друг друга формами семьи были кровнородственная семья, пуналуальная семья, парная и моногамная семьи. Несмотря на то, что гипотезы Моргана о существовании кровнородственной семьи и семьи пуналуа были опровергнуты, в целом его идеи о материнском роде и общей логике развития семьи стали общепризнанными.
Периодизацию Моргана заимствовал и положил начало её пересмотру Фридрих Энгельс, что позже привело последнего к заявлению о независимом от них с Марксом открытии Морганом закона «материалистического понимания истории». Работа Моргана «Древнее общество» легла в основу одного из базовых марксистских трудов — книги Ф. Энгельса «Происхождение семьи, частной собственности и государства».

## Последователи
Взгляды Моргана стали основой первой научной школы в этнологии — эволюционизма, сторонники которого вслед за Морганом (Э. Тайлор, Дж. Фрэзер, Дж. Мак-Леннан) искали общие закономерности развития культуры и общества, отстаивали идеи прогресса и закономерности в истории. Несмотря на то, что конкретные положения эволюционизма были в дальнейшем опровергнуты антропологами, научные достижения Моргана и их влияние на антропологию огромны.

## Переводы
- Морган Л. Г. Дома и домашняя жизнь американских туземцев // Материалы по этнографии. — Л.: Институт народов Севера ЦИК СССР, 1934. — Т. 2.
- Морган Л. Г. Древнее общество, или Исследование линий человеческого прогресса от дикости через варварство к цивилизации / Перевод с английского под редакцией М. О. Косвена; Прил.: предисл. Л. Г. Моргана к книге Л. Файсона[англ.] и А. Хауитта[англ.] «Камиларои и курнаи»; Со статьей Фр. Энгельса «К доистории семьи (Бахофен, Мак Леннан, Морган)». — [Л.], 1934, Издательство Института народов Севера ЦИК СССР.
  - Переиздания: стереотипное — 1935; репринтные, издания 1935 г. — 2012, 2016 и др. (издательская группа URSS)[4].
- Морган Л. Г. Лига ходеносауни, или ирокезов / Пер. с англ. Е. Э. Бломквист. — М.: Главная редакция восточной литературы издательства «Наука», 1983.